# 57-й штурмовой авиационный полк ВВС Балтийского флота
57-й штурмово́й авиацио́нный полк ВВС Балти́йского фло́та, он же 57-й бомбардировочный авиационный полк ВВС Балтийского флота, 57-й пикировочно-штурмовой авиационный полк ВВС Балтийского флота— воинская часть Вооружённых Сил СССР в Великой Отечественной войне.

## История
Принимал участие в Зимней войне
В составе действующей армии во время ВОВ c 22 июня 1941 по 24 апреля 1943 года. 
На вооружении полка находились 12 ДБ-3, 9 ДБ-3ф и 15 СБ. На 22 июня 1941 года полк базируется под Ленинградом, 1-я, 3-я и 5-я эскадрильи базировались в Котлах, 2-я — на аэродроме Копорье, 4-я эскадрилья в Кёрстово.
24 июня 1941 года поднят в воздух в составе 9 СБ и 21 ДБ-3 для уничтожения морского десанта, обнаруженного в двадцати милях севернее Либавы. Однако десант обнаружить не удалось и самолёты нанесли удар по запасной цели — порту Мемель. До конца июня 1941 года полк был задействован против Финляндии: наносит бомбардировочные удары по аэродромам, бомбит пушечный завод и порт в Турку (25 июня 1944 в составе 18 ДБ-3 и СБ), ставит ночью с воздуха мины на подходах к морским базам Хельсинки, Котка и Турку. 2-я эскадрилья полка с 26 июня 1941 года по 15 июля 1941 года действовала в составе Авиагруппы Береговой обороны Балтийского района с острова Сааремаа.
30 июня 1941 года участвует в печально известном налёте на переправы немецких войск через Западную Двину в районе Даугавпилса. В 07-26 с аэродрома Котлы вылетели 2 ДБ-3 на разведку, в 09-40 сбросили 20 ФАБ-50 на вражеские войска в районе литовского города Сувайнишкис. C 10-35 полк начал подниматься в воздух. Первая группа в составе 6 машин ДБ-3 потеряла ориентировку, бомбы сбросила в болото и вернулась на аэродром. Следующая группа из 9 самолётов ДБ-3 сбросила на шоссе, где двигались войска противника 72 ФАБ-100, потеряла при этом 4 самолёта. Следующая группа из 6 СБ потеряла 4. Группа в 5 СБ отбомбилась без потерь. Вечером на переправы вылетели ещё две группы — 8 СБ и 6 ДБ-3, был потерян один ДБ-3 и 5 СБ. Полк сбросил 72 ФАБ-100, 120 ФАБ-50 и 1920 АО-2,5, при этом потерял при вылете от зенитной артиллерии и действий JG54 10 самолётов сбитыми и более 8 повреждёнными. К концу дня в полку оставался только 16 исправных ДБ-3 и 2 СБ
В течение июля 1941 года полк действует в основном в интересах Северо-Западного фронта, нанося бомбовые удары по войскам противника в районе Луги, Осьмино, Кингисеппа, Гдова, озера Самро, Пскова, Порхова, Дно, Таллина.
13 июля 1941 года в Рижском заливе принимал участие в ударе по конвою противника в составе сорока кораблей, идущих с войсками, вооружением и боеприпасами из Либавы в Ригу. По отчётам шесть транспортов были потоплены и четыре повреждены.
Уже 19 июля 1941 года в состав полка была включена эскадрилья Ил-2, сформированная в тылу, в течение июля 1941 года сформировалась ещё эскадрилья Ил-2. Так, 3 августа полк наносит удары вдоль шоссе Пярну — Таллин. 26 августа 1941 года полк передал оставшиеся 26 ДБ-3 в 1-й минно-торпедный авиационный полк ВВС Балтийского флота, и окончательно стал штурмовым.
В сентябре 1941 года воюет на подступах к Ленинграду, в частности, наносит удары по артиллерийским батареям под Ленинградом, действует в районе Ораниенбаума. В октябре — декабре 1941 года действует на Тихвинском направлении, в районах Кириши, Будогощь, Любань, Малая Вишера. С конца октября 1941 года использует аэродром Гражданка в Ленинграде.
С 1942 года в основном используется по прямому назначению, как полк морской авиации.
25 мая 1942 года пятёркой Ил-2 вылетел в район острова Гогланд для атаки конвоя, но его не обнаружили и нанесли удар по зенитной батарее на острове. 28 мая 1942 года четвёрками Ил-2 в районе острова Большой Тютерс дважды нанёс бомбо-штурмовой удар по конвою противника в составе четырёх транспортов под охраной трёх тральщиков и трёх сторожевых кораблей, идущему в направлении устья реки Нарва, по отчётам уничтожил два транспорта и два катера. 30 мая 1942 года шестёркой наносит удар по порту Усть-Луга, уничтожил 4 сторожевых корабля и повредил 3 транспорта. 16 июня 1942 года дважды, севернее и западнее Гогланда наносит удары по конвоям. 8 июля 1942 года наносить удар по конвою в районе острова Соммерс, будучи прикрытым истребителями 21-го истребительного полка. 6 августа 1942 действует в районе островов Мустама и Большой Тютерс, 17 августа наносит удар по катерам в порту Лахденпохья, будучи прикрытым истребителями 3-го гвардейского истребительного полка. 30 августа 1942 года наносит удар по аэродромам Городец и Сиверская. 22 октября 1942 года принимает участие в ударе по вражескому десанту на остров Сухо.
С 12 января 1943 года принимает активное участие в операции «Искра», в течение дня штурмует позиции противника перед началом операции на широком участке фронта с целью отвлечения внимания противника от намеченного участка прорыва. Во время форсирования Невы и прорыва переднего края обороны немецких войск в полосе наступления 67-й армии Ил-2 из состава полка небольшими группами непрерывно действовали впереди наступающих войск, обеспечивая их продвижение, подавляли артиллерийские батареи, командные пункты, уничтожали подходящие резервы.
1 марта 1943 года Приказом Наркома ВМФ № 79 за мужество и героизм, проявленные в боях со врагом преобразован в 7-й гвардейский штурмовой авиационный полк ВВС Балтийского флота, но по Перечню № 19 действовал как 57-й штурмовой авиаполк до 24 апреля 1943 года.

## Полное наименование
- 57-й штурмовой авиационный полк ВВС Балтийского флота

## Подчинение
| Дата            | Флот            | Армия | Корпус | Дивизия (бригада)                                              | Примечания |
| --------------- | --------------- | ----- | ------ | -------------------------------------------------------------- | ---------- |
| 22.06.1941 года | Балтийский флот | -     | -      | 8-я бомбардировочная авиационная бригада ВВС Балтийского флота | -          |
| 01.07.1941 года | Балтийский флот | -     | -      | 8-я бомбардировочная авиационная бригада ВВС Балтийского флота | -          |
| 10.07.1941 года | Балтийский флот | -     | -      | 8-я бомбардировочная авиационная бригада ВВС Балтийского флота | -          |
| 01.08.1941 года | Балтийский флот | -     | -      | 8-я бомбардировочная авиационная бригада ВВС Балтийского флота | -          |
| 01.09.1941 года | Балтийский флот | -     | -      | 8-я бомбардировочная авиационная бригада ВВС Балтийского флота | -          |
| 01.10.1941 года | Балтийский флот | -     | -      | 8-я бомбардировочная авиационная бригада ВВС Балтийского флота | -          |
| 01.11.1941 года | Балтийский флот | -     | -      | 8-я бомбардировочная авиационная бригада ВВС Балтийского флота | -          |
| 01.12.1941 года | Балтийский флот | -     | -      | 8-я бомбардировочная авиационная бригада ВВС Балтийского флота | -          |
| 01.01.1942 года | Балтийский флот | -     | -      | 8-я бомбардировочная авиационная бригада ВВС Балтийского флота | -          |
| 01.02.1942 года | Балтийский флот | -     | -      | 8-я бомбардировочная авиационная бригада ВВС Балтийского флота | -          |
| 01.03.1942 года | Балтийский флот | -     | -      | 8-я бомбардировочная авиационная бригада ВВС Балтийского флота | -          |
| 01.04.1942 года | Балтийский флот | -     | -      | 8-я бомбардировочная авиационная бригада ВВС Балтийского флота | -          |
| 01.05.1942 года | Балтийский флот | -     | -      | 8-я бомбардировочная авиационная бригада ВВС Балтийского флота | -          |
| 01.06.1942 года | Балтийский флот | -     | -      | 8-я бомбардировочная авиационная бригада ВВС Балтийского флота | -          |
| 01.07.1942 года | Балтийский флот | -     | -      | -                                                              | -          |
| 01.08.1942 года | Балтийский флот | -     | -      | -                                                              | -          |
| 01.09.1942 года | Балтийский флот | -     | -      | -                                                              | -          |
| 01.10.1942 года | Балтийский флот | -     | -      | -                                                              | -          |
| 01.11.1942 года | Балтийский флот | -     | -      | -                                                              | -          |
| 01.12.1942 года | Балтийский флот | -     | -      | -                                                              | -          |
| 01.01.1943 года | Балтийский флот | -     | -      | -                                                              | -          |
| 01.02.1943 года | Балтийский флот | -     | -      | -                                                              | -          |
| 01.03.1943 года | Балтийский флот | -     | -      | -                                                              | -          |
| 01.04.1943 года | Балтийский флот | -     | -      | -                                                              | -          |

## Командиры
- Преображенский, Евгений Николаевич, полковник, июнь 1941 — 22.07.1941
- Морозов Ф. А., майор, подполковник, полковник, 26.08.41 — 03.11.42
- Хроленко, Михаил Никитович, майор 04.11.1942 — 24.04.1943

## Отличившиеся воины полка
| Награда | Ф. И. О.                     | Должность                        | Звание            | Дата награждения | Примечания                                                                            |
| ------- | ---------------------------- | -------------------------------- | ----------------- | ---------------- | ------------------------------------------------------------------------------------- |
|         | Карасёв, Антон Андреевич     | заместитель командира эскадрильи | капитан           | 14.06.1942       |                                                                                       |
|         | Клименко, Михаил Гаврилович  | командир звена                   | старший лейтенант | 14.06.1942       |                                                                                       |
|         | Мазуренко, Алексей Ефимович  | лётчик                           | младший лейтенант | 23.10.1942       | в составе полка награждён впервые (второй раз в составе 7-го гвардейского штурмового) |
|         | Потапов, Александр Семёнович | командир звена                   | лейтенант         | 14.06.1942       | погиб 12.01.1943                                                                      |
|         | Раков, Василий Иванович      | командир эскадрильи              | майор             | 07.02.1940       | в составе полка награждён впервые                                                     |
|         | Радус, Фёдор Никифорович     | капитан                          | майор             | 21.04.1940       |                                                                                       |
|         | Степанян, Нельсон Георгиевич | командир эскадрильи              | капитан           | 23.10.1942       | в составе полка награждён впервые                                                     |
|         | Челноков, Николай Васильевич | командир эскадрильи              | капитан           | 14.06.1942       | -                                                                                     |